# Rejestrator danych z podróży

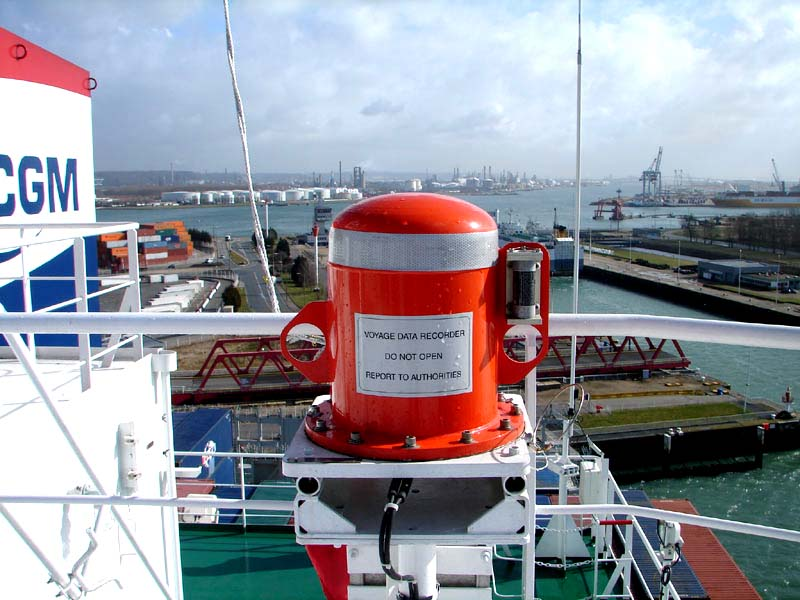
Pływająca kapsuła VDR. W razie zatonięcia statku przechowuje informacje z rejestratora danych z podróży.

Rejestrator danych z podróży (ang. Voyage Data Recorder, VDR) – urządzenie do ciągłej rejestracji najważniejszych parametrów ruchu statku morskiego, analogicznie do tzw. czarnej skrzynki w statkach powietrznych. Zazwyczaj oprócz podstawowych danych zapisuje się także: dźwięki z mostka nawigacyjnego oraz ze skrzydeł mostka, zobrazowania pochodzące z radarów i z systemów map elektronicznych, a także zapis sygnałów z Automatic Identification System (AIS).